# Tadeusz Trojanowski
Tadeusz Trojanowski (n. 1 ianuarie 1933, Straszów⁠(d), Kielce County⁠(d), Voievodatul Sfintei Cruci, Polonia – d. 10 februarie 1997, Varșovia, Polonia) a fost un luptător ce a reprezentat Polonia, medaliat olimpic. A participat la o ediție a Jocurilor Olimpice (1960) în care a câștigat o medalie de bronz.

## Participări
Lista de mai jos prezintă principalele competiții la care a participat Tadeusz Trojanowski de-a lungul carierei.
- Lotta libera ai Giochi della XVII Olimpiade - Pesi gallo[*][1]